# Jan de Munck
Jan de Munck, död 1605, var en flamländsk man som avrättades för häxeri.
Han var en framgångsrik bagare i Nieuwpoort.
Han anmäldes av sina konkurrenter för att ha vara framgångsrik genom trolldom. Han infann sig frivilligt i domstolen för att klargöra sitt namn, men torterades sedan att erkänna sig skyldig till trolldom.
Han avrättades genom att brännas på bål. 